# Sakıb Aytaç
Sakıb Aytaç (* 24. November 1991 in Izmir) ist ein türkischer Fußballspieler, der für Esenler Erokspor spielt.

## Karriere

### Verein
Aytaç begann mit dem Vereinsfußball in der seiner Geburtsstadt Izmir in der Jugend von Ceylanspor und wechselte 2006 in die Jugendmannschaft von Çanakkale Dardanelspor. 2009 erhielt er bei diesem Vereinen einen Profivertrag. Hier spielte er die erste Spielzeit nahezu komplett für die Jugendmannschaft und wurde gegen Saisonende in die Profimannschaft aufgenommen. Bis zum Saisonende kam er zu sechs Ligaeinsätzen für die Profis. Sein Profidebüt gab er am 26. April 2009 bei einer Drittligabegegnung gegen Gaziosmanpaşaspor. Zum Saisonende stieg Dardanelspor als Relegationssieger der TFF 2. Lig in die TFF 1. Lig auf. In seiner zweiten Spielzeit bei den Profis eroberte er sich einen Stammplatz. Nachdem seine Mannschaft zum Saisonende den Klassenerhalt verpasst hatte, stieg er mit ihr wieder in die TFF 2. Lig ab. In der darauffolgenden Spielzeit stieg der Verein gar in die TFF 3. Lig ab.
Nach dem Abstieg Dardanelspors in die TFF 3. Lig wechselte Aytaç zusammen mit seinem Teamkollegen Özgür İleri und Ferhat Kaplan zum Erstligisten Gençlerbirliği Ankara. Nachdem er die Hinrunde der Spielzeit 2011/12 nur auf der Ersatzbank saß, wurde er für die Rückrunde an den Zweitligisten Denizlispor ausgeliehen. Hier spielte er lediglich für die Reservemannschaft und kam bei den Profis zu keinem Einsatz. Für die Saison 2012/13 wurde er von Denizlispor fest verpflichtet. Ohne einen Einsatz für die erste Mannschaft von Denizlispor absolviert zu haben, wechselte er zur Rückrunde der Spielzeit 2012/13 zum Ligakonkurrenten TKİ Tavşanlı Linyitspor.
Nachdem Linyitspor zum Saisonende den Klassenerhalt verpasste und in die TFF 2. Lig absteigen musste, verließ Aytaç diesen Verein und wechselte zum Zweitligisten Antalyaspor.
Nach vier erfolgreichen Jahren bei Antalyaspor, wo der Verein unter anderem in Aytaçs ersten Saison den Aufstieg schaffte, wechselte er zu Kayserispor. Aufgrund einer langwierigen Verletzung kam er dort jedoch nur dreimal zum Einsatz. Nach seiner überstandenen Verletzung verbrachte er die darauffolgende Saison 2019/20 bei Yeni Malatyaspor.
In der Sommerpause 2020 wechselte Aytaç zu seinem ehemaligen Verein Denizlispor. Nach einer Saison ging er 2021 zu Kasımpaşa Istanbul. Seit 2022 trägt er das Trikot von Esenler Erokspor.

### Nationalmannschaft
Aytaç spielte zweimal für die türkische U-19- und sechsmal für die türkische U-21-Jugendnationalmannschaft.

## Erfolge
Çanakkale Dardanelspor
- Play-off-Sieger der TFF 2. Lig und Aufstieg in die TFF 1. Lig: 2008/09